# هیثم مصطفی
هیثم مصطفی (انگلیسی: Haitham Mustafa؛ زادهٔ ۱۹ ژوئیهٔ ۱۹۷۷) بازیکن سابق و مربی فوتبال اهل سودان است.
از باشگاه‌هایی که در آن بازی کرده‌است می‌توان به باشگاه فوتبال المریخ و باشگاه فوتبال الهلال ام درمان اشاره کرد.
وی همچنین در تیم ملی فوتبال سودان بازی کرده‌است.